# Frederick Lambart
Pour les articles homonymes, voir Lambart.
Frederick Rudolph Lambart, né le 16 octobre 1865 et décédé le 28 août 1946), 10e comte de Cavan, est un officier britannique. Il participe à la seconde guerre des Boers et à la Première Guerre mondiale. Il dirige le 14e corps d'armée (en) sur le front de l'Ouest, en mars 1918 il est commandant des forces britanniques sur le front italien. Il commande à cette occasion la 10e armée italienne lors de la bataille de la Piave.

Lambart obtient le poste de chef de l'État-major impérial entre 1922 et 1926, il est fait field marshal en 1932. Au cours de son mandat de CIGS, il met en place le rapport Gueddes et diminue de façon importante la taille de l'armée britannique. Il est le dernier pair élu d'Irlande.

## Biographie

### Premières années
Frederick Rudolph Lambart est né le 16 octobre 1865, il est le fils de Frederick Lambart, 9e comte de Cavan et de Marie Sneade Lambart (née Olive). Il fait ses études au collège d'Eton, à Christ Church, à Oxford et à l'Académie royale militaire de Sandhurst, Lambart intègre les grenadiers de la Garde le 29 août 1885. Lambart obtient le titre de vicomte Kilcoursie en 1887 lorsque son père devient comte, il est nommé aide de camp du gouverneur général du Canada en 1891. Il est promu capitaine le 16 octobre 1897 et participe à la seconde guerre des Boers il combat à la tête d'une compagnie à la bataille de Biddulphsberg mai 1900. Le 14 juillet 1900, il hérite des titres de son père et prend part à des opérations contre les Boers en 1901, il est mentionné dans les dépêches.

Lambart est promu major le 28 octobre 1902, il est nommé commandant en second du 2e bataillon des grenadiers de la garde en juillet 1905. Il est promu lieutenant-colonel et commande le 2e bataillon des grenadier de la garde le 14 février 1908. Il reçoit le 29 juin 1910 l'ordre royal de Victoria, il est promu au grade de colonel le 4 octobre 1911. Il prend sa retraite de l'armée britannique le 8 novembre 1913 et prend la direction des chasses à courre dans le Hertfordshire. Il vit à Wheathampstead.

### Première Guerre mondiale
Au début de la Première Guerre mondiale, Lambart est rappelé au service actif, il est nommé commandant de la 4e brigade de la garde le 11 août 1914. Il dirige la brigade lors de la première bataille d'Ypres, en octobre 1914. Il reçoit l'ordre du Bain le 18 février 1915 et participe à la bataille de Festubert en mai 1915.

Lambart est promu major-général, il reçoit le commandement de la 50e (Northumbrian) division le 29 juin 1915. Deux mois plus tard, il commande la division de la garde et devient commandeur de la Légion d'honneur française, le 10 septembre 1915. Il dirige la division de la garde lors de la bataille de Loos. Il est élu par les pairs représentant de l'Irlande le 24 septembre 1915, il est le dernier pair élu avant la création de l'État libre d'Irlande. En tant que commandant de la division de la garde, il a sous ses ordres à partir de novembre 1915 le major Winston Churchill intégré au 2e bataillon des grenadiers.

En janvier 1916, Lambart est placé à la tête du 14e corps d'armée (en), il prend part à la bataille de la Somme en juillet. Il est fait grand officier de l'ordre de la Couronne belge le 2 novembre 1916 et nommé chevalier de l'ordre de Saint-Patrick le 18 novembre 1916. Promu au grade de lieutenant-général le 1er janvier 1917, Lambart a mené son corps à la bataille de Passchendaele lors de l'été 1917. Il est promu au grade de grand officier de la Légion d'honneur le 25 septembre 1917. Le 14e corps d'armée est redéployé en Italie en octobre 1917 comme renfort aux troupes italiennes après la bataille de Caporetto. Il devient chevalier de l'ordre du Bain le 1er janvier 1918, Lambart est nommé commandant en chef des forces britanniques sur le front italien le 10 mars 1918. Il prend la tête de la 10e armée italienne et prend une part décisif à la bataille de Vittorio Veneto, cette bataille sonne le glas définitif de l'armée austro-hongroise entraînant l'armistice de l'Autriche-Hongrie.
 
Après la fin de la guerre, le roi d'Italie lui décerne la croix du Mérite de guerre et le fait commandant puis grand officier de l'ordre militaire de Savoie. Il est également nommé grand officier de l'ordre des Saints-Maurice-et-Lazare. Lambart devient membre de l'ordre de Saint-Michel et Saint-Georges pour sa contribution aux opérations en Italie, il reçoit la médaille du service distingué américaine et l'ordre chinois de Wen-Hu (en) (1re classe).

### Après guerre
Après la guerre, Lambart est nommé lieutenant de la tour de Londres, le 22 mars 1920. Le 1er octobre 1920, il devient aide de camp du roi, puis commandant d'Aldershot, le 2 novembre 1920. Il est promu général de plein droit le 2 novembre 1921.
 
Le 19 février 1922, Lambart est nommé chef d'état-major général impérial. Il remplace Henry Wilson dont les relations avec le gouvernement étaient devenues mauvaises. Le choix d'un homme plus rangé à l'antithèse de son prédécesseur a permis la mise œuvre du rapport Geddes préconisant une diminution importante des effectifs de l'armée britannique. Lambart, comme CIGS, diminue les effectifs des troupes en Égypte et en Inde. Pour le nouvel an 1926, il est avancé comme chevalier grand-croix de l'ordre du Bain. Il prend sa retraite le 19 février 1926. Lambart est nommé à titre honorifique colonel de la Garde irlandaise à partir du 23 mai 1925 et colonel du régiment de Bedfordshire et d'Hertfordshire le 10 décembre 1928.

Une fois à la retraite, Lambart devient président de la National Playing Fields Association et sous-lieutenant de Hertfordshire. Le 8 juillet 1927, il est nommé chevalier grand-croix de l'ordre de l'Empire britannique et devient capitaine de l'honorable corps des Gentlemen d'armes le 23 juillet 1929. Il est promu Field Marshal le 31 octobre 1932. Il participe à la procession des funérailles du roi George V
 en janvier 1936 et commande les troupes lors de la procession du couronnement du roi George VI le 12 mai 1937. Au cours de la Seconde Guerre mondiale, il sert comme commandant des Volontaires Hertfordshire de la défense locale.
Il meurt le 28 août 1946 à la clinique de Londres de Devonshire Place. Lambart est inhumé dans le caveau familial du cimetière de Ayot St-Laurent.

### Famille
Lambart épouse le 1er août 1893 à Inez Caroline Crawley (1870-1920), fille de George Baden Crawley et Eliza Inez Hulbert, à l'église de Digswell dans le Hertfordshire. Le couple n'a pas d'enfant.
 
Il épouse en secondes noces, le 27 novembre 1922, Lady Hester Byng Joan, fille du révérend Edmund Francis Byng Cecil, 5e comte de Strafford et Emily Georgina Kerr, à l'église Saint-Marc à North Audley Street, Mayfair, Londres. Joan, la comtesse de Cavan, est anobli comme dame commandeur de l'ordre de l'Empire britannique en 1927. Le couple a deux filles :
- Lady Elizabeth Mary Lambart (né le 16 octobre 1924), mariée en 1949 à Mark Kerr Frédéric Longman. En 1947, elle est l'une des huit demoiselles d'honneur au mariage de la princesse Elizabeth au lieutenant Philip Mountbatten.
- Lady Joanna Lambart (né le 8 décembre 1929), épouse en 1955 au grade de major Michael Godwin Stourton Plantagenet.

Lambart n'a pas de fils, son titre de comte de Cavan est transmis à son frère, Horace.